# Silvia Arderíus
Silvia Arderíus (født 11. juli 1990 i Madrid) er en spansk håndboldspiller, som spiller for BM Bera Bera og Spaniens håndboldlandshold.